# Закотюк Микола Степанович
Мико́ла Степа́нович Закотю́к (нар. 3 лютого 1975, смт Квасилів, Рівненський район, Рівненська область, УРСР) — український футболіст, захисник.

## Кар'єра гравця
Народився 3 лютого 1975 року в смт Квасилів Рівненського району. Вихованець футбольної школи львівських «Карпат». Тренер — Ярослав Дмитрасевич. У 1990-х роках грав за юнацьку (U-18) і молодіжну збірні України.
У Вищій лізі чемпіонату України дебютував 17 червня 1992 року, зігравши у складі «Карпат» проти «Евіса». За 15 років активної ігрової кар'єри у Вищій лізі встиг пограти в командах «Верес» (Рівне), «ЦСКА-Борисфен» (Київ), «Нива» (Тернопіль), «Карпати» (двічі), «Ворскла-Нафтогаз» (Полтава), — усього майже 200 матчів. У 1999 році грав у фіналі Кубку України.

## Досягнення
- Кубок України
  -  Фіналіст (1): 1999